# Gröna Vallen, Göteborg

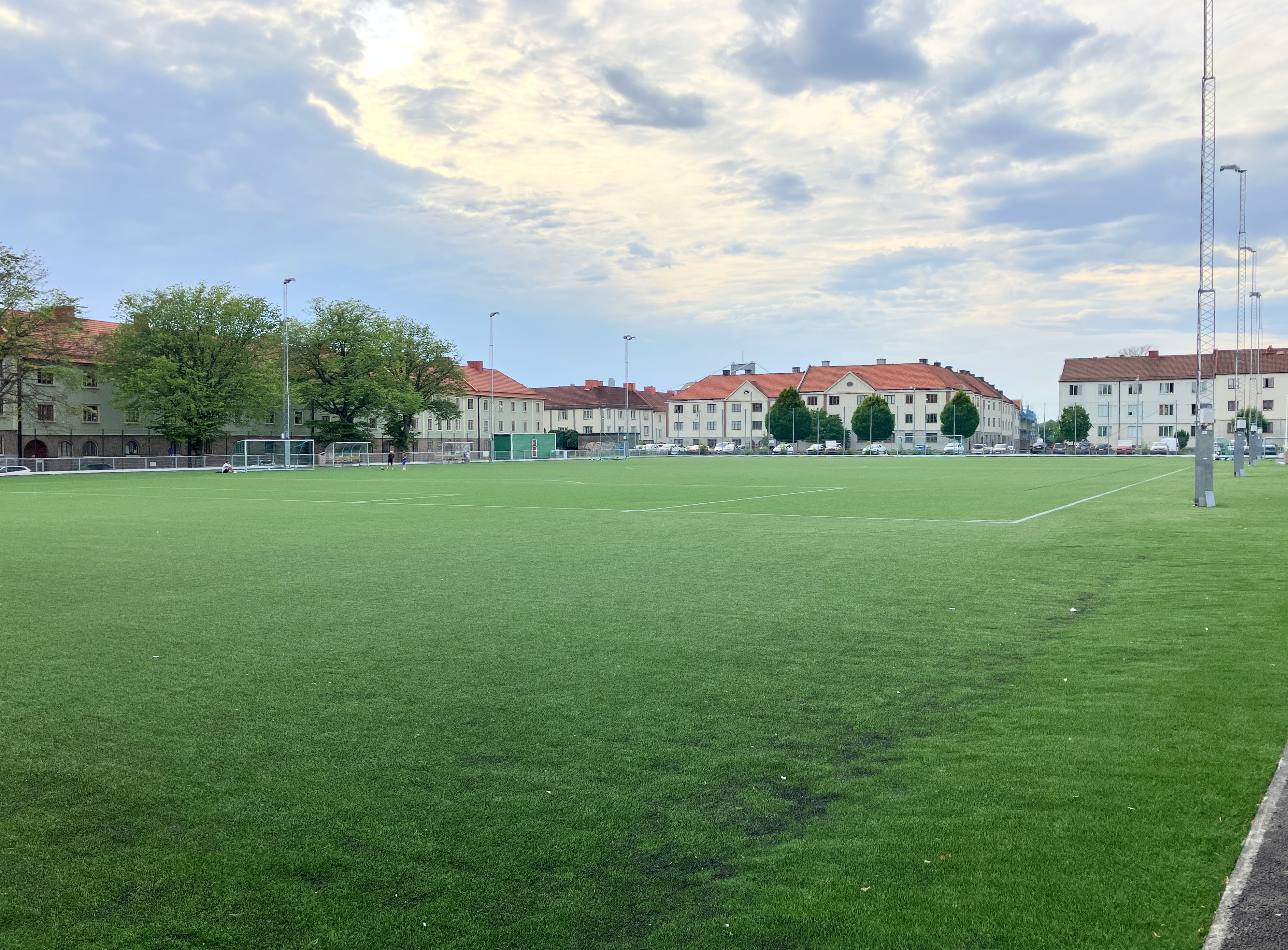
Gröna Vallen (idrottsplatsen), juli 2025. Fotografi från det östra hörnet av anläggningen, nära gatan Gröna vallen.

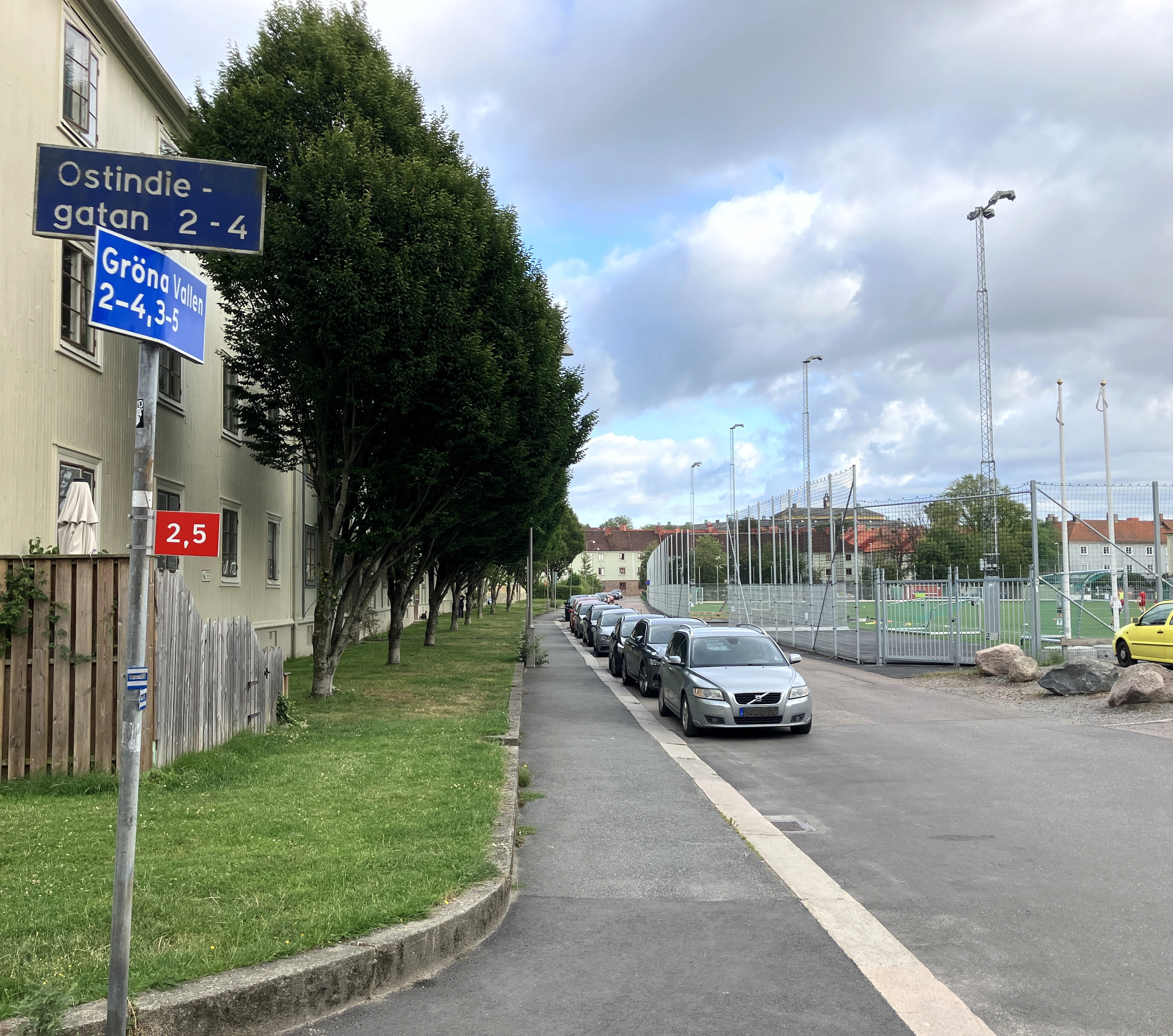
Gröna Vallen (gatan), juli 2025. Vy söderifrån, med idrottsplatsen i höger kant.

Gröna Vallen är en idrottsplats och en gata i stadsdelen Kungsladugård i Göteborg. Underlaget för fotbollsplanen på idrottsplatsen är konstgräs.
Gatan, som ligger nordost om platsen, är cirka 230 meter lång och sträcker sig mellan Ostindiegatan och Peter Bagges gata. Själva konstgräsplanen omfattar cirka 8 000 kvadratmeter.

## Historik
År 1918 fastslogs gatans namn, hämtad från lägenheten Grönwallen. Namnet omnämns första gången 1812, med betydelsen 'slätt, gräsvall' eftersom lägenheten här utgjordes av en lång, odlad jordremsa. Ett tidigare namn på området var endast Vallen (1786). Gröna Vallen kom till i samband med stadsarkitekt Albert Lilienbergs stadsplan år 1916.
Enligt 1857 års fastighetslängd ingick 'Grönvallen' med tomterna 64-65 i Majornas första rote, kallat "det egentliga Majorna." Nuvarande tomtnummer är 724:62. Gröna Vallen ingick i det som under 1800-talet kallades "Brinkens ängar", vilka arrenderades av jordbrukaren A. Brink. Brinkens ängar, och därmed också Gröna Vallen, låg under Älvsborgs slotts "Ladugårdsängarna". På vallens västra sida låg en bred grässlänt som ledde ner mot 'Heros bäck', senare omdöpt till 'Svanebäcken' (se Svanebäcksgatan, 1918). Fram till åtminstone 1870-talet bestod området av ängs- och åkermarker.
Precis söder om Gröna Vallen fanns den drygt 140 meter långa Klintens bana, efter Jonas Klint som arrenderade denna mark 1805 på 30 år för ett repslageri. Banan gick parallellt med Slottsskogsgatan och revs först på 1920-talet.
Det var Sällskapet för Friluftslekar, bildat 1901 i Göteborg, som skötte om Gröna Vallen under de tidiga åren.
I Göteborgs Adress- och Industrikalender för 1919 anges att gatan Gröna Vallen sträckte sig "mellan Ostindigatan och Klintensgatan", och i 1925 års utgåva anges att sträckningen är "mellan Ostindiefararegatan och Peter Bagges gata". Stavningen "Ostindiefararegatan" förekommer även i stadens officiella karta från 1923, framtagen till Jubileumsutställningen samma år. Gatunamnslitteraturen tar dock inte upp detta faktum.